# 誇りの報酬
『誇りの報酬』（ほこりのほうしゅう）は、1985年10月13日から1986年9月21日まで、日本テレビ系列で放送された東宝製作の刑事ドラマである。放送時間は毎週日曜21:00 - 21:54 (JST) 。全49話。

## 概要
警視庁捜査一課の2人の刑事が都内各地、時には他県で起こる様々な事件の捜査にあたるアクションドラマ。主演は中村雅俊と根津甚八。1975年に中村が出演した刑事ドラマ『俺たちの勲章』（プロデューサーも本作と同じく山本悦夫と中村良男の2人）の10年後をイメージして企画された作品であり、本作のオープニング映像の一部は『俺たちの勲章』のオマージュとなっている。放送回数は当初、全25話の予定であったが全49話へ延長され1年間の放送となった。

## 登場人物
- 芹沢春樹 - 中村雅俊
巡査部長。警視庁捜査一課の刑事。杉並区茜台に妹の歩と同居し2人暮らしで、なにかと妹の心配をしている。独身で女好きでもあり常々電話で若い女性とデートの約束を取り付けようと奮闘している。クルマの運転技術は上級者で、オートバイやクルーザーまで運転できるため「カーキチ野郎」と呼ばれている。寒いのが大嫌いと公言しており捜査で真冬の北海道へ行く必要が生じた際には猛烈に嫌がった(第9話)。使用拳銃はコルト・ローマン 2インチモデル。深川に叔母がいる。大学時代はバスケ部に所属していた。
- 萩原秋夫 - 根津甚八
巡査部長。同じく警視庁捜査一課の刑事で芹沢とコンビを組む。小学生の息子と2人暮らし。離婚歴があり元妻は事情により熊本県にいる。一時期、警視庁ライフル班に所属していた射撃の名手で、使用拳銃はS&W M29 6.5インチモデル。高校1年生の頃に父が刺殺され、母を助けるためにアルバイトをし、大学進学をあきらめ高卒で警察官採用試験を受けた苦労人。警官になった理由は正義感からではなく、父を刺殺した犯人を逮捕できず未解決にした警察に我慢がならなかったことが動機となっている(第15話)。性格は沈着冷静であり、万能でなんでもこなすが唯一の苦手が水泳で、そのため海に飛び込んで逃げた殺し屋を取り逃がした際には相棒である芹沢に「おまえ泳げないのか!」と驚かれた（第8話）。第37話では、誘拐された息子を救出しようとした際に腹部に被弾し入院。復帰後は、芹沢と行動を共にすることが少なくなる。
- 芹沢歩 - 沢口靖子（#7,8,24,25,31,32,37-42,47はノンクレジット・出演無し）
芹沢刑事の妹。職業はオフィスの受付嬢。妹ではあるが同居する兄・春樹の日常の世話を見る母親的な面もある。性格は真面目でしっかり者、趣味はテニス。
- 萩原修一 - 山田哲平
萩原刑事の息子。
- 田沼章 - 柳生博
捜査一課長（警視）。芹沢・萩原の暴走に胃を痛めつつも、二人の陰の理解者である。しばしば芹沢を電話口で怒鳴りつける。二人からは「ケチ課長」と陰口を叩かれている。趣味は古美術品の鑑賞および収集で、美術品が標的になった際にはその方面に無関心だった芹沢と萩原に被害品の価値がいかに高いかを力説した(第30話)。
- 真山幸子 - 篠ひろ子（#1 - #24）
捜査一課長秘書。明朗闊達な性格で、休日は航空機操縦士のライセンスを取得するために飛行場へ通う才媛だが、西新宿署の少年課員時代に捜査一係の刑事だった恋人を射殺された過去を持つ。第24話で犯人が判明、逮捕されたことで新しい人生へと踏み出す決心を固め、退職した。
- 結城緑 - 伊藤蘭（#25 - 最終話）
巡査部長。練馬中央署勤務で強盗団を追っている最中に、潜入捜査をしていた芹沢＆萩原と知り合ったことがきっかけで、真山の跡を継ぎ本庁捜査一課へ転属する。当初は田沼の秘書としての意味合いの昇格であったが、実際は現場に出て芹沢と行動することが多い。大学時代は演劇部に所属していた。
- 堀井久 - 鈴木ヒロミツ
芹沢・萩原が行きつけの喫茶店「バルビゾン」のマスター。芹沢が何でもツケにすることに悩まされる。
- 水野修 - 石橋正次
芹沢・萩原のお抱えの情報屋。喫茶店「バルビゾン」の常連。「組長」と呼ばれることもある。芹沢とは子供の頃からの親友。本業はノミ屋やホステスのトレード専門のスカウト、焼き芋屋などをしている。事務所の料金未払いから、ガスと電気が止められたことがある。
- 大久保元 - 宮田恭男
水野の舎弟分で通称「若頭」。さゆりに好意を持っている。
- 吉野さゆり - 堀江しのぶ(#1 - #14、#19 - #20）
「バルビゾン」の従業員(初代)。
- バルビゾンの従業員(2代目) - 桑田和美(#15 - #18、#21)
- ひとみ - 阿蘇美季(#30 - 最終話 ※#34,38,39,41,44,47はノンクレジット・出演無し）
「バルビゾン」の従業員(3代目)。

## スタッフ
- プロデューサー - 中村良男（日本テレビ）、山本悦夫（東宝）
- 音楽 - タケカワユキヒデ、浅野孝巳
- 音楽プロデューサー - ジョニー野村
- 撮影 - 伊佐山巖、田端金重、内田清美
- 編集 - 大高勲、神島帰美
- 選曲 - 合田豊（鈴木音楽事務所）
- 技斗 - 高倉英二
- カースタント - スーパードライバーズ
- ナレーター - 中江真司
- スタジオ - 東宝スタジオ
- プロデューサー補 - 蒔田光治、井澤孝紀（東宝）、松村あゆみ、初川則夫（日本テレビ）
- 録音・効果 - TESS、宮田音響
- 現像 - 東洋現像所→IMAGICA[注 2]
- ロケ協力
  - 第4話 - 高山市、濃飛バス、高山観光ホテル
  - 第8話 - 鴨川グランドホテル
  - 第9話 - 網走市、東亜国内航空、網走湖ホテルビューパーク
  - 第34話 - 東山温泉東山グランドホテル
  - 第37話 - 天草国際ホテル、天草観光協会、東亜国内航空
  - 第38話 - 長崎オランダ村、東亜国内航空、長崎ホテル清風
  - 第40話 - 阿児町
  - 第41話 - 秋保温泉緑水亭、秋保国際ホテル
  - 第42話 - サッポロビール園ビヤステーション恵比須
- 協力 - 東宝美術、京都衣裳、島田プロダクション、光映新社
- 衣裳協力 - ロベルト
- 美術協力 - 明星電気、東洋事務機工業，株式会社リコー
- 製作著作 - 東宝株式会社

## 放送日程
| 話数 | 放送日          | サブタイトル               | 脚本              | 監督     | ゲスト |
| ---- | --------------- | -------------------------- | ----------------- | -------- | --- |
| 1    | 1985年 10月13日 | 命令違反は刑事の勲章       | 長野洋            | 澤田幸弘 | 多岐川裕美、山本紀彦、内田勝正、草薙良一、吉中六、伊藤紘、森下明、稲垣昭三、山田哲平、高橋正昭、長良力丸 |
| 2    | 10月20日        | 命があったら総監賞         | 長野洋            | 澤田幸弘 | 蟹江敬三、阪本良介、直江喜一、橋本和人、久保寺健之、長尾平次、小瀬格、山田哲平、石崎洋光、西内彰、横内直人、本間千恵子                                                                                             |
| 3    | 10月27日        | 賭けをするなら命がけ       | 大川俊道          | 木下亮   | 白石まるみ、遠藤憲一、石田弦太郎、倉地雄平、北村昌子、藤田宗久、御友公喜、秋間登、武岡淳一、田谷春江、岸田梨加、羽田典夫、奈雪孋子、真木一美、代志住正                                                             |
| 4    | 11月3日         | 飛騨高山の乱れからくり     | 長野洋            | 木下亮   | 本田博太郎、金沢碧、清水章吾、加藤大樹、井上倫宏、加藤茂雄、上野綾子、山田哲平、荻原紀、永井政春、田村友里江 |
| 5    | 11月10日        | 私だって刑事の妹           | 峯尾基三          | 澤田幸弘 | 西本裕行、小林宏史、北原ちあき、吉水慶、生田智子、江崎加代、星野晃、中野彰子、藤代美奈子、打出親五 |
| 6    | 11月17日        | 俺たち横浜定期便           | 柏原寛司          | 澤田幸弘 | 芦川よしみ、佐藤仁哉、小林勝彦、山田哲平、江角英明、山西道広、永野明彦、太田行雄、小宮健吾、菊川予市、鈴木三千世、山本篤志、世上真                                                                                 |
| 7    | 11月24日        | 女を追うなら徹底的に       | 大川俊道          | 西村潔   | 高樹沙耶、大村波彦、本郷直樹、兼田晴臣、町田真一、榊原旭、山田哲平、関川慎二、古川真司、藤井章人、堀勉、宮城健太郎、工藤啓子、鈴木美智子、大谷一夫                                                                 |
| 8    | 12月1日         | 出張捜査はゴージャスに     | 永原秀一          | 西村潔   | 沖田浩之、城戸真亜子、兼松隆、大石源吾、沢田謙也、松永忍 |
| 9    | 12月8日         | オホーツク悲歌             | 峯尾基三          | 小山幹夫 | 服部妙子、下塚誠、片桐竜次、谷村昌彦、梅津栄、山田哲平、水木薫、古都義朗、諸角憲一、和田周、荻原紀、吉佐見聖子 |
| 10   | 12月15日        | さらば、田舎刑事!          | 桃井章            | 小山幹夫 | 藤岡琢也、堀広道、香川三千、福岡正剛、三上剛仙、桑原一人、寺島進、田浦智之、上田幸輔、山田哲平、新富重夫 |
| 11   | 12月22日        | 子供が誘拐された           | 長野洋            | 木下亮   | 高津住男、勝部演之、清水昭博、うえづみのる、川村一代、十文字重忠、諸岡青二、野仲功、加藤智一、飯島明子、山田哲平、山本寿徳                                                                                         |
| 12   | 12月29日        | これが情報屋のホコリだ!    | 永原秀一          | 木下亮   | 長塚京三、川辺久造、新橋耐子、三谷昇、内田慎一、森大河、小池雄介、志賀圭二郎、棚橋久美、星野晃、山田哲平、藤本寛、中尾慎司                                                                                         |
| 13   | 1986年 1月5日   | 刑事だって美女には弱い     | 永原秀一          | 小谷承靖 | 星野知子、渥美国泰、津田和彦 |
| 14   | 1月12日         | 萩原刑事が撃たれた         | 峯尾基三          | 小谷承靖 | 大門正明、牧れい、清水宏、大前均 |
| 15   | 1月19日         | 刑事になった理由           | 柏原寛司          | 木下亮   | 河原崎建三、山口嘉三、大江徹、千葉裕子、坂田祥一朗、脇坂奎平、国宗篤、小川乃り子、山田哲平、細川明、夏木順平 |
| 16   | 1月26日         | 三河湾に哀歌をきいた       | 長野洋            | 木下亮   | 甲斐智枝美、安藤一夫、光石研、立川貴司、真田健一郎、江川久仁夫、山田哲平、小柳基、川崎博司、磯部真佐子 |
| 17   | 2月2日          | 頭脳プレーでホシを追え     | 峯尾基三          | 西村潔   | 潮哲也、井上高志、平野稔、関時男、海一生、粟津號、長谷川弘、山田哲平、大塚良重、若林哲行、川島美津子、久遠利三、中帆登美、香椎くに子                                                                               |
| 18   | 2月9日          | 真昼の挑戦者               | 大原豊            | 西村潔   | 阿藤海、園みどり、石濱朗、鶴田忍、大門春樹、山田哲平、太田久美、伏見哲夫、大村一郎、杉本こず江、関みさほ、橘田良江、児玉頼信、上野忠彦、西内彰                                                                     |
| 19   | 2月16日         | 芹沢刑事・怒りの追跡       | 大川俊道          | 高瀬昌弘 | 四禮正明、園田裕久、小沢仁志、篠山葉子、灰地順、市原清彦、秋野陽介、高岡一郎、伴直弥、石田紀子、山田哲平、鈴木美智子                                                                                               |
| 20   | 2月23日         | いざとなったら辞表を胸に   | 柏原寛司          | 高瀬昌弘 | 鹿内孝、黒田福美、原口剛、頭師孝雄、田中公行、杜沢泰文、伊藤彰洋、岡部健、伊藤久美子、山田哲平 |
| 21   | 3月2日          | 護送車が襲われた!          | 田部俊行          | 斎藤光正 | 山下洵一郎、一柳みる、内田稔、遠藤征慈、大島光幸、藤江リカ、佐藤幸雄、唐沢民賢、藍とも子、田辺年秋、山田哲平、田村貫、相馬剛三、皆川衆、宇都宮英世、桑名良輔                                                       |
| 22   | 3月9日          | 狂乱の拳銃                 | 長野洋            | 斎藤光正 | 西岡徳馬、三浦リカ、奥村公延、岡村青太郎、名代杏子、神谷潤、沼岡淳、伊藤博、植村由美、小倉雄三、高橋桂三、佐山信一郎、小寺大介、山田哲平                                                                           |
| 23   | 3月16日         | 潜行して敵を撃て!          | 永原秀一          | 小山幹夫 | 綿引勝彦、高沢順子、根岸一正、福崎量啓、石橋雅史、堀隆博、西内彰、高橋正昭、山田哲平、重留定治、まる秀也、岩井節夫、小泉朋子                                                                                       |
| 24   | 3月23日         | 愛は永遠に…                | 峯尾基三          | 小山幹夫 | 山本紀彦、橋爪淳、江藤漢、横山エミー、中丸新将、増田再起、山岡八高、佐藤尚弘、岡部征純、鈴木弘一、影山英俊、辰馬誠道、森卓三、戸塚孝、岡幸恵、鶴岡修、永井政春、山田哲平                                           |
| 25   | 3月30日         | あの美女は誰だ?!           | 柏原寛司          | 西村潔   | 平泉征、片岡五郎、サンダー杉山、青森伸、重松収、広田行生、江原正士、東健一郎、二家本辰巳、石田広行、阿久津真一、山田哲平                                                                                           |
| 26   | 4月6日          | 爆走!カージャック大追跡    | 大川俊道          | 西村潔   | 島村佳江、大林丈史、宮口二朗、池田智子、坂井徹、西川敬三郎、田岡美也子、沖隆二郎、永妻晃、土井みゆき、神谷昌三、米山かおり、宮寺康生、山田哲平                                                                     |
| 27   | 4月13日         | 芹沢刑事・絶体絶命!        | 永原秀一          | 日高武治 | 河合宏、茅島成美、和崎俊哉、北原義郎、広井純、酒井郷博、松阪隆子、沖田泰子、外間啓子、東雅俊、吉村拓郎、山田哲平                                                                                                   |
| 28   | 4月20日         | 友は湖に消えた             | 柏原寛司          | 日高武治 | 渡辺裕之、高木美保、三角八朗、飯田浩畿、石垣恵三郎、辻つとむ、尾崎秀、倉屋烈、森蔵人、橋爪幸太郎 |
| 29   | 4月27日         | 白バイを撃て!              | 峯尾基三          | 西村潔   | 藤堂新二、浜田晃、堀勉、丸岡奨詞、吉沢健、長谷川里佳、津山栄一、小林荘、神弘無、早田文次、佐藤了一、石沢徹、高林幸兵、森下明、中瀬博文、佐藤弘、岡重淳子、山田哲平                                                 |
| 30   | 5月4日          | 濡れた舗道に咲いたバラ     | 永原秀一 平野美枝 | 西村潔   | 中村明美、内藤剛志、江幡高志、幸田宗丸、山根久幸、山田利治、相原巨典、今里直子、福山象三、滝川昌良、伊東平山 |
| 31   | 5月11日         | 狙撃者を追え!              | 田上雄            | 高瀬昌弘 | 田島令子、小田かおる、森下哲夫、森大河、兼松隆、船渡伸二、逢坂秀実、石田弦太郎、森幹太、吉中六、松永忍、友金敏雄、村山竜平、寺島進、清水進一、永井政春、神崎智孝、長塚美登、白石義人、小野明良、山田哲平、米沢由香 |
| 32   | 5月18日         | 二人だけの非常線           | 田部俊行          | 高瀬昌弘 | 平田満、ダンプ松本、堀田真三、袋正、原田千枝子、鮫島弥生、川島美津子、木下和佳、山田哲平、深沢直也、脇光雄、杉浦宏俊、江幡信行、浅木靖志、羽沢正吉                                                                 |
| 33   | 5月25日         | お嬢サマが危ない!          | 柏原寛司          | 河崎義佑 | 真里邑依子、佐原健二、本間優二、板倉睦、久保寺健之、田口恵子、小木曽孝司、柏木隆太、ジョン・ミラー、草刈滉一、三田寛之、横内直人                                                                                   |
| 34   | 6月1日          | 会津スクランブル           | 永原秀一          | 河崎義佑 | 佐藤允、仁科まり子、中村銀次、遠藤征慈、早野ゆかり、本城裕、中川みず穂、戸塚孝、中瀬博文、高橋正昭、奥村正 |
| 35   | 6月8日          | ビッグマグナムは眠らない   | 大川俊道          | 小谷承靖 | 椎谷建治、高野真二、吉原正皓、大村波彦、阿部雅彦、清水宏、中村まり子、小林昭男、入江正徳、加藤茂雄、松島勝朗、川口節子、岸本功、森篤夫、山岸樹美雄、五代哲、山田博行、竹内康裕、宇佐美彩、福田麻紀                 |
| 36   | 6月15日         | 芹沢刑事の妹が誘拐された!? | 峯尾基三          | 小谷承靖 | 生田智子、藤木悠、清水大敬、剣持伴紀、久遠利三、山岡八高、星野晃、藤原益二、菊川予市、北原涼子、阿生亮、山口史乃、阿蘇美季、山田哲平                                                                               |
| 37   | 6月22日         | 天草灘に落日を追え         | 長野洋            | 大洲斉   | 桂木文、片桐竜次、福田健次、山田哲平、三上剛仙、松山薫、三浦了、粕谷卓志、佐々木一成 |
| 38   | 6月29日         | 長崎を走る天使たち         | 柏原寛司          | 大洲斉   | 谷啓、沢田和美、渋谷哲平、石山雄大、時本和也、諸岡義則、米田理佳、木元俊、浅野泰行、松尾豊美 |
| 39   | 7月6日          | 大都会に踊るシンデレラ     | 田上雄            | 西村潔   | 山本みどり、福家美峰、清水昭博、南麻衣子、市川好郎、生井健夫、曽雌達人、杜沢泰文、石沢徹、奥山貴彦 |
| 40   | 7月13日         | 幸福へのパスポート         | 長野洋            | 西村潔   | 三原じゅん子、伊吹徹、柴田林太郎、大方斐紗子、小沢直明、田辺年秋、太田行雄、高橋正昭 |
| 41   | 7月20日         | 東京-仙台・追跡300キロ     | 柏原寛司          | 小谷承靖 | 可愛かずみ、堀広道、小鹿番、成瀬正伍、長沢大、矢野間啓二、西内彰、二家本辰巳 |
| 42   | 7月27日         | 狙撃者は誰をねらったか     | 峯尾基三          | 小谷承靖 | 一色彩子、黒部進、樋浦勉、小瀬格、粟津號、新海丈夫、笹入舟作、藤江リカ、江崎和代、松崎真、神谷和夫、花悠子、榊真美、石川心一、笠松長磨、鷹尾秀敏、小林勝也、永井政春                                               |
| 43   | 8月3日          | 母に捧げる犯罪             | 田部俊行          | 西村潔   | 堀内正美、原ひさ子、江藤漢、堺左千夫、坂西良太、パルコ、大川陽子、高橋正明、藤原益二、星野晃、阿久津真一、麻ミナ、上野名奈、望月和伸、金子里美                                                                     |
| 44   | 8月10日         | 横浜ラブ・ストーリー       | 柏原寛司          | 西村潔   | 加納竜、小野進也、井上博一、大前田武、影山英俊、安達義也、菊川予市、植村真己子 |
| 45   | 8月17日         | 暴走! 芹沢刑事             | 田部俊行          | 河崎義佑 | ハナ肇、伊藤真奈美、安岡力也、丹波義隆、石倉民雄、杉浦一恵、福士秀樹、家入未知、深作覚、横内直人、沢柳廸子 |
| 46   | 8月31日         | 恋のかけら                 | 峯尾基三          | 川島義和 | 白都真理、田村奈己、山中康仁、うえずみのる、津野哲郎、藤田啓而、後藤緑、海一生、久保史郎、神谷潤、吉佐美智子、坂元貞美、小田文隆、村沢寿彦、村上幹夫、横尾三郎、高岡良平、西内彰                                   |
| 47   | 9月7日          | 九回裏二死満塁             | 大川俊道          | 村田忍   | 森次晃嗣、玉岡加奈子、斉藤康彦、吉沢健、佐藤恒治、杉山鷹志、ハント啓祉、山田哲平、ウイリアム・タピア、太田行雄、戸塚孝、高市好行、松下晋司、赤沢章弘、森岡進、竹内勇治                                             |
| 48   | 9月14日         | 誘拐犯! 芹沢刑事           | 古内一成          | 木下亮   | 遠藤憲一、内田稔、鶴田忍、徳永亘、北村昌子、伊藤公子、吉水慶、藤木聖子、門脇三郎、鹿島信哉、小谷野肇、江川久仁夫、小柳基、宮脇敏基、中村望、宮野文夫、鴫原空、沢村透、稲葉誠、今井基泰                             |
| 49   | 9月21日         | さらば、いとしのデカたちよ | 長野洋            | 木下亮   | 小林宏史、井丸ゆかり、船場牡丹、大石源吾、山田哲平、諸岡義則、草刈滉一、太田久美 |

## エンディング・テーマ
- 「日付変更線」（第1話 - 第27話） [注 3]
- 「Jenny（妹たちに）」（第28話）
- 「想い出のクリフサイド・ホテル」（第30話 - 第49話）

いずれも中村雅俊（日本コロムビア）

### 挿入曲
- 「Jenny（妹たちに)」中村雅俊 （第28話「友は湖に消えた」・第30話「濡れた歩道に咲いたバラ」）
- 「恋のかけら」根津甚八（第46話「恋のかけら」）

## ネット局
系列はネット終了時（1986年9月）のもの。
山形県における日本テレビ系列局と当時のテレビ朝日系列局でもある山形放送ではテレビ朝日の『日曜洋画劇場』を放送し、本作は当時のフジテレビ系列局だった山形テレビで遅れネットで放送した。
鳥取県と島根県の日本テレビ系列局である日本海テレビでは、同時間帯にテレビ朝日の『日曜洋画劇場』を放送したため非ネットだった。
鹿児島県における日本テレビ系列局の鹿児島テレビ放送では、同時間帯に『花王名人劇場』を同時ネットで放送したため、当番組は非ネットだった。
沖縄県には、日本テレビ系列局がなかったため、非ネットだった。
| 放送対象地域  | 放送局         | 系列                                         | 備考     |
| ------------- | -------------- | -------------------------------------------- | -------- |
| 関東広域圏    | 日本テレビ     | 日本テレビ系列                               | 制作局   |
| 北海道        | 札幌テレビ     | 日本テレビ系列                               |          |
| 青森県        | 青森放送       | 日本テレビ系列 テレビ朝日系列                |          |
| 岩手県        | テレビ岩手     | 日本テレビ系列                               |          |
| 宮城県        | ミヤギテレビ   | 日本テレビ系列                               |          |
| 秋田県        | 秋田放送       | 日本テレビ系列                               |          |
| 山形県        | 山形テレビ     | フジテレビ系列                               | [ 注 4 ] |
| 福島県        | 福島中央テレビ | 日本テレビ系列                               |          |
| 山梨県        | 山梨放送       | 日本テレビ系列                               |          |
| 新潟県        | テレビ新潟     | 日本テレビ系列                               |          |
| 長野県        | 信越放送       | TBS系列                                      | [ 注 4 ] |
| 静岡県        | 静岡第一テレビ | 日本テレビ系列                               |          |
| 富山県        | 北日本放送     | 日本テレビ系列                               |          |
| 石川県        | 北陸放送       | TBS系列                                      | [ 注 4 ] |
| 福井県        | 福井放送       | 日本テレビ系列                               |          |
| 中京広域圏    | 中京テレビ     | 日本テレビ系列                               |          |
| 近畿広域圏    | 読売テレビ     | 日本テレビ系列                               |          |
| 広島県        | 広島テレビ     | 日本テレビ系列                               |          |
| 山口県        | 山口放送       | 日本テレビ系列 テレビ朝日系列                |          |
| 徳島県        | 四国放送       | 日本テレビ系列                               |          |
| 香川県 岡山県 | 西日本放送     | 日本テレビ系列                               |          |
| 愛媛県        | 南海放送       | 日本テレビ系列                               |          |
| 高知県        | 高知放送       | 日本テレビ系列                               |          |
| 福岡県        | 福岡放送       | 日本テレビ系列                               |          |
| 長崎県        | テレビ長崎     | フジテレビ系列 日本テレビ系列                |          |
| 熊本県        | 熊本県民テレビ | 日本テレビ系列                               |          |
| 大分県        | テレビ大分     | フジテレビ系列 日本テレビ系列 テレビ朝日系列 |          |
| 宮崎県        | テレビ宮崎     | フジテレビ系列 日本テレビ系列 テレビ朝日系列 |          |

## 補足事項
2000年代以降、CS放送日テレプラスにて再放送が行われているが、未だソフト化や動画配信サイトの配信はされていない。その日テレプラスでは、2021年4月16日毎週金曜14:00よりHDリマスター版が各回2話ずつ放送された。